# 1896 aux échecs
| Années des échecs : 1893 - 1894 - 1895 - 1896 - 1897 - 1898 - 1899    |
| Décennies des échecs : 1860 - 1870 - 1880 - 1890 - 1900 - 1910 - 1920 |

Cet article présente les faits marquants de l'année 1896 aux échecs.

## Événements majeurs
- Le Championnat du monde d'échecs 1896-1897 voit s'affronter Emanuel Lasker, tenant du titre, et Wilhelm Steinitz, à Moscou du 6 novembre 1896 au 14 janvier 1897.

## Championnats nationaux
- Empire allemand : Pas de championnat du Congrès[Note 1],[1],[2].
- Canada : Pas de championnat[3].
- Écosse : Daniel Yarnton Mills remporte le championnat[4]

- Suisse : Ulrich Bachmann et Alfred Stoossremportent le championnat [5].

## Naissances
- Albert Becker
- Esteban Canal
- Friedrich Sämisch

## Nécrologie
- 1er février : Fermo Zannoni
- 25 juin : Marmaduke Wyvill
- 29 août : Richard Schurig
- 14 septembre : Edward Freeborough (en)
- 5 octobre : William H. K. Pollock (en)
- 6 octobre : Philipp Hirschfeld
- 24 décembre : Andreas Ascharin (en)